# Widad Athletic Tlemcen

O Widad Athletic Tlemcen (em árabe: وداد تلمسان), conhecido como WA Tlemcen ou WAT , é um clube de futebol argelino com sede em Tremecém. O clube foi fundado em 1962 e suas cores são azuis e brancos. O seu estádio , o Stade Akid Lotfi , tem capacidade para cerca de 18 mil espectadores. O clube está jogando atualmente na Ligue Professionnelle 2 da Argélia.
O WA Tlemcen foi campeão 2 vezes da Copa da Argélia , em 1997–98 e 2001–02 além de 3 vice em 1973–74 , 1999–00 e 2007–08.

## Títulos
| Regional  | Regional                 | Regional | Regional    |
|           | Competição               | Títulos  | Temporadas  |
| --------- | ------------------------ | -------- | ----------- |
|           | Liga dos Campeões Árabes | 1        | 1998.       |
| NACIONAIS |                          |          |             |
|           | Competição               | Títulos  | Temporadas  |
| Argélia   | Copa da Argélia          | 2        | 1998, 2002. |